# Claubergskotten
Claubergskotten war eine Ortslage in der bergischen Großstadt Solingen. Sie ging auf einen dort befindlichen Schleifkotten zurück, der 1925 abgebrannt ist.:43f.

## Lage und Beschreibung
Der heute wüst gefallene Ort Claubergskotten befindet sich zentral im Stadtbezirk Burg/Höhscheid zwischen Widdert und Höhscheid. Die Wüstung liegt im Weinsberger Bachtal, das sich zwischen dem Höhscheider und dem Widderter Riedel befindet. Die Wüstung des einstigen Schleifkottens befindet sich am Ufer des Weinsberger Bachs südwestlich der Kleingartenanlage an der Regerstraße. Östlich und westlich der Wüstung quert eine kleine Fußgängerbrücke den Bach.
Benachbarte Orte sind bzw. waren (von Nord nach West): Wüsthofskotten, Weinsberg, Platzhofermühle, Pereskotten, Bechershäuschen, Oben-, Mittel- und Untenfürkelt, Schaafenkotten und Hingenberg.

## Geschichte
Der Wüsthofskotten wurde Anfang des 18. Jahrhunderts als Schleifkotten am Ufer des Weinsberger Bachs errichtet. Es handelte sich um einen kleinen Fachwerkbau mit Holzverschalung von 40 Quadratmetern Grundfläche. Vorwiegend wurden dort Taschenmesser geschliffen.:43f. Bereits im Jahre 1715 ist er in der Karte Topographia Ducatus Montani, Blatt Amt Solingen, von Erich Philipp Ploennies als Schleifkotten verzeichnet, aber nicht benannt. Die Topographische Aufnahme der Rheinlande von 1824 verzeichnet den Ort unbenannt, die Preußische Uraufnahme von 1844 verzeichnet ihn als Schl.
Claubergskotten gehörte nach Gründung der Mairien und späteren Bürgermeistereien zur Bürgermeisterei Höhscheid, die im Jahre 1856 das Stadtrecht erhielt, und lag dort in der Flur III. Neuenhof. 
Der Kotten wurde wie die meisten anderen Kotten im Weinsbergtal 1911 von der Stadt Solingen erworben, um den Bau von mehreren Kläranlagen zu ermöglichen. Zuletzt diente er als Unterkunft für Arbeiter der Kläranlagen.:43f. Er brannte im Oktober 1925 ab, wurde nicht wieder aufgebaut und der Ort fiel brach. Mit der Städtevereinigung zu Groß-Solingen im Jahre 1929 wurde die Wüstung ein Teil Solingens. 